# Kamal Khan-Magomedov
Kamal Khan-Magomedov, né le 17 juin 1986, est un judoka russe d'origine azerbaïdjanaise et tabasarane en activité évoluant dans la catégorie des moins de 66 kg.

## Biographie
Aux Championnats d'Europe de judo 2013 à Budapest, il remporte la médaille d'argent en s'inclinant en finale face au Géorgien Lasha Shavdatuashvili.
Aux Championnats du monde de judo 2014 à Tcheliabinsk, il remporte la médaille de bronze en battant en repêchage le Français Loïc Korval après s'être incliné en quart de finale face au Russe Mikhail Pulyaev.

## Palmarès
| Année | Compétition           | Lieu         | Résultat | Catégorie      |
| ----- | --------------------- | ------------ | -------- | -------------- |
| 2013  | Championnats d'Europe | Budapest     | 2e       | Moins de 66 kg |
| 2014  | Championnats du monde | Tcheliabinsk | 3e       | Moins de 66 kg |
| 2015  | Championnats d'Europe | Bakou        | 1er      | Moins de 66 kg |